# Sána
Sána (německy Saane, francouzsky Sarine) je jedna z největších řek ve Švýcarsku.

## Charakteristika
Sána je 128 kilometrů dlouhá řeka, která se přibližně 15 km západně od města Bern vlévá do řeky Aara. Řeka protéká kantony Valais, Bern, Vaud a Fribourg.